# Грин-Лейк (озеро, бассейн Фиш-Крик)
Грин-Лейк (англ. Green Lake) — озеро в графстве Ренфру, Онтарио, Канада, с площадью около 33 тысяч м². Высота над уровнем моря — 171 м.

## Климат
В окрестностях озера растет смешанный лес. Регион находится в Субарктической климатической зоне. Среднегодовая температура в районе — 4 °C. Самый теплый месяц — август, когда средняя температура составляет 19 °C, а самый холодный — февраль и −14 °C.
Среднегодовая норма осадков — 913 миллиметров. Самый влажный месяц — октябрь, со средним количеством осадков 124 мм, а самый сухой — февраль с 44 мм осадков.
| Климатограмма озера Грин-Лейк                        | Климатограмма озера Грин-Лейк | Климатограмма озера Грин-Лейк | Климатограмма озера Грин-Лейк | Климатограмма озера Грин-Лейк | Климатограмма озера Грин-Лейк | Климатограмма озера Грин-Лейк | Климатограмма озера Грин-Лейк | Климатограмма озера Грин-Лейк | Климатограмма озера Грин-Лейк | Климатограмма озера Грин-Лейк | Климатограмма озера Грин-Лейк |
| ---------------------------------------------------- | ----------------------------- | ----------------------------- | ----------------------------- | ----------------------------- | ----------------------------- | ----------------------------- | ----------------------------- | ----------------------------- | ----------------------------- | ----------------------------- | ----------------------------- |
| Я                                                    | Ф                             | М                             | А                             | М                             | И                             | И                             | А                             | С                             | О                             | Н                             | Д                             |
| 70 −12 −16                                           | 44 −9 −17                     | 47 −2 −11                     | 95 11 −1                      | 67 18 7                       | 95 22 12                      | 78 23 15                      | 97 25 12                      | 86 19 9                       | 124 10 1                      | 52 4 −3                       | 58 −9 −13                     |
| Температура в °C • Сумма осадков в мм Источник: NASA |                               |                               |                               |                               |                               |                               |                               |                               |                               |                               |                               |